# ダッチオーブン

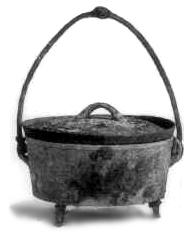
1890年代製のダッチオーブン。蓋まで灰に覆われている

ダッチオーブン（英語: Dutch oven）は、分厚い金属製の蓋つき鍋のうち、蓋に炭火を載せられるようにしたものの名称である。アメリカ合衆国の西部開拓時代などで使用されていたものが有名であるが、近年ではキャンプなどレジャーでの用途に使われることが多い。

## 概要

### 素材
鋳鉄製のものが一般的だが、アルミニウム合金や鋼板製・ステンレスのものもある。ロッジ社、ヤマゼン、キャプテン・スタッグ、ユニフレーム、SOTO等様々なメーカーから多様な商品が販売されている。

### 使用法

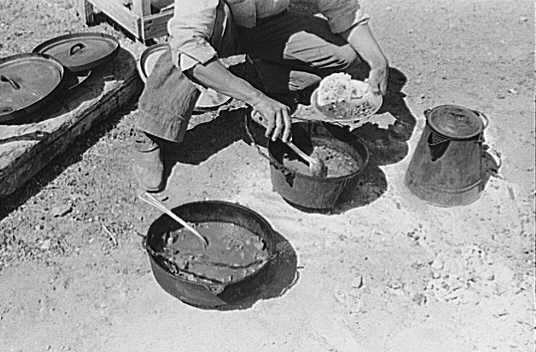
ダッチオーブンでチリコンカーンを煮るカウボーイ（1930年代、テキサス州にて）

アメリカ合衆国で伝統的に用いられている蓋は全体的に平らなデザインで、周囲に縁取りがあり蓋の上にも炭などの熱源を置くことができ、オーブンと同じように上下から同時に加熱することができる。このようなデザインは、炭火を利用したローストチキンやピザ、パンなどの調理に適している。また、蓋をフライパンのように用いることも不可能ではない。
オーストラリアではキャンプオーブン（camp oven）、フランスではココット（cocotte）と呼ばれている。南アフリカ共和国のポティー（potjie）やバルカン半島のサッチ（sač）もほぼ同じ構造である。これ以外にも日本の南部鉄器などダッチオーブンに似た鋳鉄製の深鍋は存在するが、殆どの場合これらの地域において、鋳鉄製の深鍋は煮込み料理にのみ用いられる。
ダッチオーブンと呼ばれるものは本来、蓋に置かれた炭火を利用したオーブンとしても使える点に特徴を持つ。この形状は北アメリカの、いわゆる「西部開拓」の時期には既に存在していたとされる。この点について詳しく解説すると、ダッチオーブンとはその名称の通り、オーブンとしても使用されるものなのであり、その形状はそのような使用法の為に進化してきたものなのである。オーブンとして使用しない鋳鉄製の深鍋であれば、世界各地に存在している。
なお、近年、日本においては後述のスキレットやコンボクッカーのような製品も「ダッチオーブン」と呼ばれることがある。

### 種類

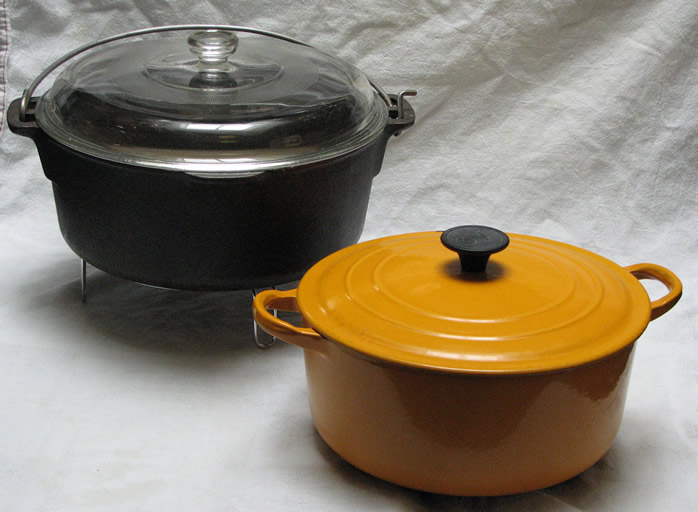
キッチンオーブン2種。手前がフレンチ・オーブン

ダッチオーブンには用途に応じて以下のような種類がある。
- キャンプオーブン - 野外活動での使用が前提で、焚き火にくべやすいよう三本の足を持っている。蓋の上にさらに何段かオーブンを積み重ねることもでき、蓋の上の炭を上下両方の鍋の加熱に使えて効率的である。
- キッチンオーブン - 台所での使用が前提で、コンロにかけやすいよう底が平らになっている。このデザインをもとに、使いやすいよう改良されたものを「モダン・ダッチ・オーブン」と呼ぶこともある。フランスのル・クルーゼ社の製品が有名であるが、ル・クルーゼ社は自社の製品を「フレンチ・オーブン」と呼称している。
- スキレット - いわゆるフライパンタイプの鍋だが、ダッチオーブンの特徴である厚みがあるため温度変化が少ない。
- コンボクッカー - 深鍋とスキレットを組み合わせたもので、スキレットが蓋の替わりとなる。

### 特徴
鍋に厚みがあることで、温度変化が少なく鍋全体が均一の温度に保たれ、食材にじっくりと火が通る。
また、食材から出た水分による水蒸気が蓋と鍋の隙間を埋めて、蓋本来の重さも手伝って密閉状態になる。
この状態で暖め続けられると、内部の気圧が高くなり圧力鍋と同じ状態になる。さらに、水分が蒸気として逃げないため食材の水分を利用した無水調理がしやすい（ただしこれらはダッチオーブンにしか出来ない調理法というわけではない）。

## シーズニング
「ダッチオーブン」として製造販売されている鋳鉄製の深鍋の愛好者は、多くの場合、「シーズニング」(en)と呼ばれる独特の作業を行う。これは意図的に鍋に黒錆（四酸化三鉄皮膜）を発生させることで、鍋の腐食を防止する技術である。他地域の鋳鉄製の深鍋の使用者はこうした作業を行わない（毎日のように使う鍋であれば、使用後に空焚きして乾かしているうちに放っておいても黒錆びがつく）。　通常、鋳鉄の鍋というのは製造直後の新品状態では鈍い銀色である。
シーズニングによって黒錆びが発生したダッチオーブンの中でも、長年の使用によって重厚な黒錆びが付着しているものは「ブラック・ポット」と呼ばれ、美的鑑賞の対象になることがある。
また、製造・販売老舗のLODGEが、2003年から最初からプレシーズニング処理を施し「初めから黒い」ダッチオーブンの販売を開始。これは購入者の初期シーズニングの手間を大幅に省くものであり、2002年には4%であった同社市場シェアが2017年時点で15%までにも拡大した。これ以降、他社もプレシーズニング済み製品を販売するようになり、2020年時点では逆に未シーズニングの物は店頭でほとんど見られなくなった。

## 語源
ダッチオーブン、「オランダ人のオーブン」という語源には諸説あるが定かではない。主なものには、オランダ系移民が売り歩いていた鍋であったとする説、ダッチと呼ばれた人物が発明したとする説、オランダの鋳造技術を利用したためとする説などがある。またイギリス人は「〜もどき」の品物を「ダッチ〜」と呼ぶ習慣があるため、本物のオーブンではないがオーブンとして使える鍋を「オーブンもどき」すなわちダッチオーブンと呼んだという説もある。